# لیام فیلیپز
لیام فیلیپز (انگلیسی: Liam Phillips؛ زادهٔ ۱۱ مارس ۱۹۸۹) دوچرخه‌سوار اهل بریتانیا است.
وی در مسابقات کشوری و بین‌المللی در مجموع برندهٔ ۱ مدال طلا شده‌است.